# アーケイン (アニメ)
『アーケイン』（英: Arcane）は、ゲーム開発会社ライアットゲームズがNetflixと提携して企画・製作したアニメシリーズ。アニメーションの制作はフランスのアニメスタジオForticheが担当した。Netflixによる世界配信は、シーズン1が2021年11月7日から、最終シーズンとなるシーズン2が2024年11月9日から、各シーズン9エピソードを三分割した構成で、1週間に1幕・3エピソードずつ配信された。
全世界でプレイヤー人口が1億人を超え、Eスポーツの競技の1つとして世界中でプロリーグが開催されているライアットゲームズのオンラインゲーム『League of Legends』を原作に、ゲームの前日譚を描いた初のアニメ作品。ルーンテラという世界の魔法技術が進歩した豊かで先進的な地上都市「ピルトーヴァー」と暴力が支配する貧しく抑圧された地下都市「ゾウン」を舞台に、ゲームの登場人物であるヴァイとジンクスを巡るオリジナルストーリーが展開されている。

## 登場人物
ヴァイオレット / ヴァイ
声 - ヘイリー・スタインフェルド/ 吹替 - 小林ゆう

ジンクス
声 - エラ・パーネル/ 吹替 - 上坂すみれ

パウダー（若き日のジンクス）
声 - ミア・シンクレア・ジェンネス/ 吹替 - 玉野るな

ジェイス・タリス
声 - ケヴィン・アレハンドロ/ 吹替 - 宮崎遊

ケイトリン・キラマン
声 - ケイティ・リューング、モリー・ハリス/ 吹替 - 甲斐田裕子

シルコ
声 - ジェイソン・スピサック/ 吹替 - 佐藤せつじ

メル・メダルダ
声 - トックス・オラグンドイ/ 吹替 - 松井暁波

ビクター
声 - ハリー・ロイド/ 吹替 - 下川涼

ヴァンダー
声 - JB・ブラン/ 吹替 - 藤井隼

エコー
声 - リード・シャノン、マイルズ・ブラウン/ 吹替 - 畠中祐

セシル・B・ハイマーディンガー
声 - ミック・ウィンガート/ 吹替 - 花江夏樹

マーカス
声 - レミー・ハイ/ 吹替 - 中村源太

マイロ
声 - ユーリ・ローエンタール/ 吹替 - 村瀬歩

クラガー
声 - ロジャー・クレイグ・スミス/ 吹替 - 武蔵真之介

デッカード
声 - ジョシュ・キートン/ 吹替 - 八代拓

ベンゾー
声 - フレッド・タタショア/ 吹替 - 小林達也

グレイソン
声 - ショーレ・アグダシュルー/ 吹替 - 桜岡あつこ

シンジド
声 - ブレット・タッカー/ 吹替 - 青山穣

フィン
声＆吹替 - MIYAVI

## エピソード

### シーズン1
| #     | タイトル                                                    | 監督                                    | 脚本                                    | 配信日          |
| ----- | ----------------------------------------------------------- | --------------------------------------- | --------------------------------------- | --------------- |
| ACT 1 |                                                             |                                         |                                         |                 |
| 1     | 遊び場へようこそ Welcome to the Playground                  | パスカル・シャルー & アルノー・ドゥロル | クリスチャン・リンク & アレックス・イー | 2021年 11月6日  |
| 2     | 解明すべきでない謎 Some Mysteries Are Better Left Unsolved  | パスカル・シャルー & アルノー・ドゥロル | Nick Luddington                         | 2021年 11月6日  |
| 3     | 暴力なくして変革なし The Base Violence Necessary for Change | パスカル・シャルー & アルノー・ドゥロル | アッシュ・ブラノン                      | 2021年 11月6日  |
| ACT 2 |                                                             |                                         |                                         |                 |
| 4     | 進歩の日 Happy Progress Day!                                | パスカル・シャルー & アルノー・ドゥロル | David Dunne                             | 2021年 11月13日 |
| 5     | 四面楚歌 Everybody Wants to Be My Enemy                     | パスカル・シャルー & アルノー・ドゥロル | Amanda Overton                          | 2021年 11月13日 |
| 6     | 壁が崩れ去る時 When These Walls Come Tumbling Down          | パスカル・シャルー & アルノー・ドゥロル | アレックス・イー                        | 2021年 11月13日 |
| ACT 3 |                                                             |                                         |                                         |                 |
| 7     | 救世主の少年 The Boy Savior                                 | パスカル・シャルー & アルノー・ドゥロル | Nick Luddington                         | 2021年 11月20日 |
| 8     | 水と油 Oil and Water                                        | パスカル・シャルー & アルノー・ドゥロル | Ben St. John & Mollie St. John          | 2021年 11月20日 |
| 9     | 怪物をつくったのは… The Monster You Created                 | パスカル・シャルー & アルノー・ドゥロル | クリスチャン・リンク & アレックス・イー | 2021年 11月20日 |

### シーズン2
| #     | タイトル                                                       | 監督                                                                   | 脚本                                   | 配信日          |
| ----- | -------------------------------------------------------------- | ---------------------------------------------------------------------- | -------------------------------------- | --------------- |
| ACT 1 |                                                                |                                                                        |                                        |                 |
| 1     | 上に立つ者の責任 Heavy Is the Crown                            | アルノー・ドゥロル、Bart Maunoury、パスカル・シャルー、Etienne Mattera | Amanda Overton                         | 2024年 11月9日  |
| 2     | すべて燃える Watch It All Burn                                 | アルノー・ドゥロル、Bart Maunoury、Marietta Ren                        | Nick Luddington                        | 2024年 11月9日  |
| 3     | やっと名前を呼んだねし Finally Got the Name Right              | アルノー・ドゥロル、Bart Maunoury、Christelle Abgrall                  | Henry Jones                            | 2024年 11月9日  |
| ACT 2 |                                                                |                                                                        |                                        |                 |
| 4     | 街を青く染めろ Paint the Town Blue                             | アルノー・ドゥロル、Bart Maunoury、Marietta Ren                        | Graham McNeill                         | 2024年 11月16日 |
| 5     | ボコボコの岩場に乾杯 Blisters and Bedrock                      | アルノー・ドゥロル、Bart Maunoury                                      | Kristina Felske, Giovanna Sarquis      | 2024年 11月16日 |
| 6     | パターンに潜むメッセージ The Message Hidden Within the Pattern | アルノー・ドゥロル、Bart Maunoury                                      | アレックス・イー                       | 2024年 11月16日 |
| ACT 3 |                                                                |                                                                        |                                        |                 |
| 7     | 初めてのふりをして Pretend Like It's the First Time            | アルノー・ドゥロル、Bart Maunoury                                      | Amanda Overton                         | 2024年 11月23日 |
| 8     | 殺しのサイクル Killing Is a Cycle                              | アルノー・ドゥロル、Bart Maunoury                                      | アレックス・イー、Amanda Overton       | 2024年 11月23日 |
| 9     | 爪あか The Dirt Under Your Nails                               | アルノー・ドゥロル、Bart Maunoury                                      | アレックス・イー、クリスチャン・リンク | 2024年 11月23日 |

## スタッフ
- 原作 - League of Legends（ビデオゲーム）
- 原案・脚本・制作 - クリスチャン・リンク、アレックス・イー
- 監督 - アッシュ・ブラノン（英語版）
- 制作 - Fortiche（英語版）
- 製作 - ライアットゲームズ

## 制作
本シリーズの制作は、2019年10月に開催された『League of Legends』の10周年記念イベントで発表された。
アニメ制作会社は、2009年に設立されたフランスのFortiche Production、監督は『トイ・ストーリー2』の原案&共同監督であり、『サーフズ・アップ』の監督としても知られるアッシュ・ブラノン。
本作は、「原作の『League of Legends』をやったことがない人でも抵抗なく観られるように」という考えのもと制作された。
制作は順風満帆ではなく、企画がライアットゲームズの上層部に却下されたり、第1話制作中に第2、3話の脚本が却下されて制作が一時中止になったりしている。また、当初2020年内に配信開始を予定していたが、新型コロナウイルスの影響で2021年まで延期となった。
シーズン1終了後の2021年11月、ライアットゲームズとNetflixはシーズン2の制作を決定したことを発表。また2022年3月にライアットゲームズは、Fortiche Productionへの出資を行ったことを発表した。シーズン2は2024年11月に最終シーズンとして公開されることが予定されているほか、新たなTVシリーズの制作が計画されている。

## サウンドトラック
主題歌「Enemy（エネミー）」を提供するイマジン・ドラゴンズとラッパーJIDをはじめ、ビー・ミラー、カーティス・ハーディング、ジャズミン・サリヴァン、スティング、プシャ・Tといった世界的アーティストが名を連ね、日本からは声優キャストとしても本作に携わっているMIYAVIが参加している。すべて本作のために書き下ろしたオリジナル楽曲で、各エピソードごとにチェンジされる。

## 評価
配信されるとすぐにグローバルのNetflix週間視聴ランキング・テレビシリーズ（英語）部門で第2位にランクインし、米国の大手映画批評サイト「Rotten Tomatoes（ロッテントマト）」では批評家100%・観客98%という異例の高得点を記録、米メディア調査会社Parrot Analyticsが調査結果をもとに発表している「もっとも需要のある新シリーズランキング」では数週間にわたりトップを独走していた『イカゲーム』から首位を奪うなど、世界中で高い評価を得た。
アニメーションはすべて3DCGで制作されている。絵画のような絵筆を感じさせるタッチや微妙な陰影のある色調のフランス語圏の漫画の一般的な手法である「バンド・デシネ」調の描画は、日本や米国のCGアニメとは一線を画している。
ゲーム原作アニメでありながら、原作へのリスペクトはありつつも一切の忖度なく、自分たちのセンスで物語を再構築して完全に独立した普遍的な作品を作ったことも、原作ゲームファンのみならず、アニメや映画の批評家やファンからも高い評価を得た一因となっている。

## 受賞
プライムタイム・エミー賞アニメーション部門（Outstanding Animated Program）を受賞。ストリーミング番組が受賞するのは初めてのことだった。
第49回アニー賞で、テレビシリーズ部門において作品賞を含む9冠に輝いた。